# Stephen Kelen
Pour les articles homonymes, voir Kelen.
István (Stephen) Kelen, né le 21 mars 1912 à Budapest en Hongrie et mort le 1er mai 2003 à Sydney (Australie), était un joueur de tennis de table hongrois. Il remporte sept médailles d'or aux Championnats du monde de tennis de table dans les années 1920-1930. Après avoir déménagé en Australie en 1939 avec son compatriote Miklos Szabados, il a eu une longue carrière d'auteur et dramaturge en anglais.